# Brouqueyran
Brouqueyran (okzitanisch Broqueiran) ist eine französische Gemeinde mit 199 Einwohnern (Stand: 1. Januar 2022) im Département Gironde in der Region Nouvelle-Aquitaine. Sie gehört zum Arrondissement Langon und zum Kanton Le Réolais et Les Bastides. Die Einwohner werden Broqueyranéens genannt.

## Geographie
Brouqueyran liegt etwa 56 Kilometer südöstlich von Bordeaux. Umgeben wird Brouqueyran von den Nachbargemeinden Auros im Norden und Nordosten, Berthez im Osten, Lados im Südosten, Bazas im Süden und Südosten, Cazats im Süden und Südwesten sowie Coimères im Westen.

## Bevölkerungsentwicklung
| 1962                       | 1968 | 1975 | 1982 | 1990 | 1999 | 2006 | 2017 |
| -------------------------- | ---- | ---- | ---- | ---- | ---- | ---- | ---- |
| 140                        | 140  | 144  | 122  | 136  | 148  | 180  | 194  |
| Quellen: Cassini und INSEE |      |      |      |      |      |      |      |

## Sehenswürdigkeiten
- Kirche Saint-Pierre-ès-Liens aus dem 12. Jahrhundert
- Château du Mirail (Schloss), seit 1990 Monument historique

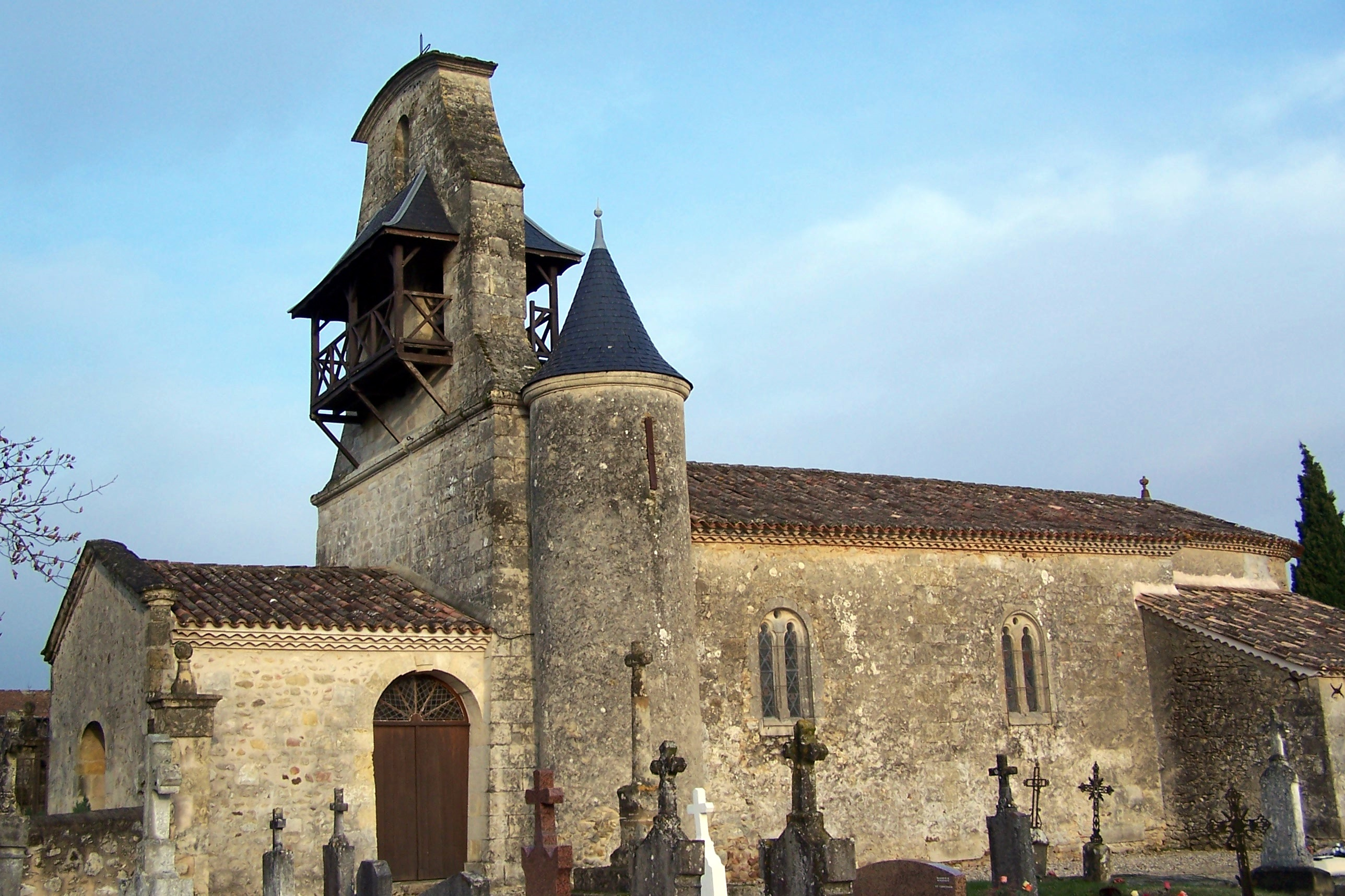
Kirche Saint-Pierre-ès-Liens
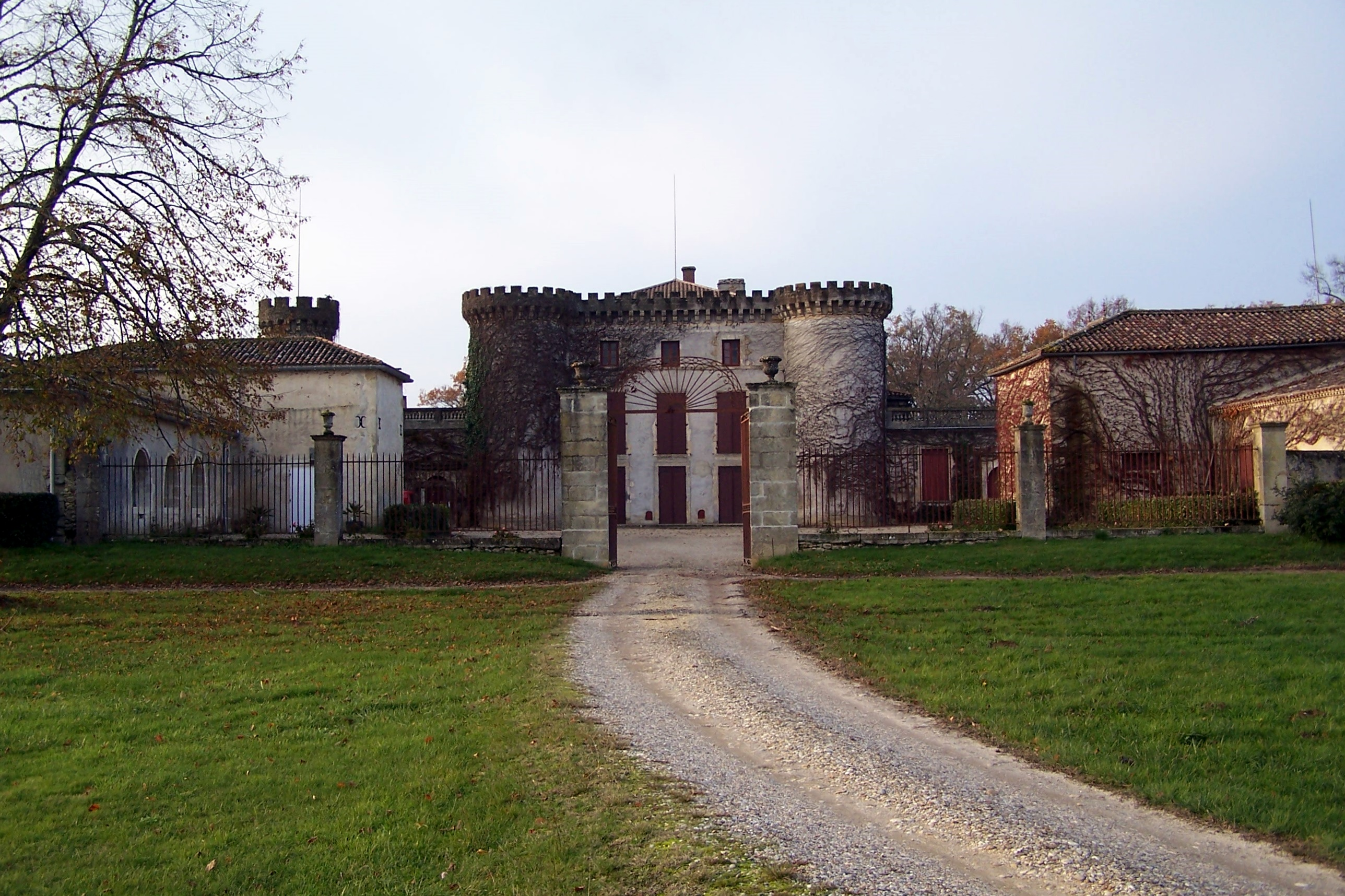
Schloss Le Mirail